# Nigel Spink
Bigel Philip Spink (Chelmsford, 1958. augusztus 8. –) válogatott angol labdarúgó, kapus, edző.

## Pályafutása

### Klubcsapatban
1976–77-ben a Chelmsford City, 1977 és 1996 között az AstonVilla labdarúgója volt. Az 1981–82-es idényben tagja volt az Aston Villa BEK-győztes együttesének
1996–97-ben a West Bromwich Albion, 1997 és 2000 között a Millwall csapatában védett. 2000–01-ben a Forest Green Rovers játékos-edzőjeként fejezte be az aktív játékot, majd további egy évig a csapat vezetőedzője volt.

### A válogatottban
1983-ban egy az angol válogatottban.

## Sikerei, díjai
AstonVilla
- Angol ligakupa (Football League Cup)
  - győztes: 1993–94
- Bajnokcsapatok Európa-kupája (BEK)
  - győztes: 1981–82
- UEFA-szuperkupa
  - győztes: 1982

## Statisztika

### Mérkőzése az angol válogatottban
| Anglia | Anglia           | Anglia                          | Anglia     | Anglia   | Anglia   | Anglia     | Anglia | Anglia  |
| #      | Dátum            | Helyszín                        | Hazai      | Eredmény | Vendég   | Kiírás     | Gólok  | Esemény |
| ------ | ---------------- | ------------------------------- | ---------- | -------- | -------- | ---------- | ------ | ------- |
| 1.     | 1983. június 19. | Melbourne, Olimpia Park Stadion | Ausztrália | 1 – 1    | Anglia   | barátságos | -      | 46'     |
|        | Összesen         |                                 |            | 1        | mérkőzés |            | 0      | gól     |